# Gina (keresztnév)
A Gina a Georgina becenevéből önállósult.

## Rokon nevek
Georgina, Györgyi, Györgyike, Zsorzsett

## Gyakorisága
Az 1990-es években ritka név, a 2000-es években nem szerepel a 100 leggyakoribb női név között.

## Névnapok
- február 15.[2]
- december 9.[2]

## Híres Ginák
- Gina Gershon - színésznő
- Gina Lollobrigida - színésznő
- Gina Pane - művész